# Classe Littorio
La classe Littorio ou classe Vittorio Veneto est une classe de quatre cuirassés de la Regia Marina baptisés Littorio, Vittorio Veneto, Roma et Impero, qui a vu le jour au début de la Seconde Guerre mondiale. Ces bâtiments sont les plus modernes que l'Italie ait utilisés durant la guerre. Développés pour surclasser les 2 bâtiments de la classe Dunkerque française, ils possèdent une artillerie principale d'un calibre de 381 mm et une vitesse maximale de 30 nœuds (56 km/h).

## Histoire
Construits entre 1934 et 1942, les deux premiers, le Littorio et le Vittorio Veneto, furent opérationnels dès les premiers mois de la participation de l'Italie à la Seconde Guerre mondiale. Ils formaient l'épine dorsale de la Regia Marina et menèrent plusieurs sorties en Méditerranée pour attaquer les convois anglais, sans grand succès. Ils furent plusieurs fois torpillés pendant leur carrière : le Littorio fut touché par une torpille pendant l'attaque de Tarente en novembre 1940 puis en juin 1942 ; et le Vittorio Veneto le fut pendant la bataille du cap Matapan puis lors de l'escorte d'un convoi en septembre 1941. Le Roma rejoignit la flotte en juin 1942, bien que les trois navires restent alors inactifs à La Spezia jusqu'en juin 1943, où ils furent tous trois endommagés lors de raids aériens alliés contre le port.
En septembre 1943, l'Italie signait un armistice avec les Alliés. Le Littorio fut alors rebaptisé Italia. Les trois cuirassés furent envoyés à Malte avant d'aller à Alexandrie pour y être internés. Pendant la traversée vers Malte, des bombardiers allemands attaquèrent l'escadre italienne avec des bombes radio-guidées Fritx X, endommageant l'Italia et coulant le Roma. Finalement le premier et le Vittorio Veneto atteignirent Malte où ils furent internés. L'Italia fut par la suite offert aux États-Unis et le Vittorio Veneto à la Grande-Bretagne comme prise de guerre. 
Inachevé, l'Impero fut saisi par les Allemands après le retrait de l'Italie de la guerre et fut utilisé comme cible, avant d'être coulé par des bombardiers américains en 1945. 
L'Italia, le Vittorio Veneto et l'Impero furent vendus pour la ferraille entre 1948 et 1950.

## Unités
| Nom du navire   | Chantier                        | Mise sur cale  | Lancement     | Sort final                            |
| --------------- | ------------------------------- | -------------- | ------------- | ------------------------------------- |
| Littorio        | Ansaldo, Gênes                  | octobre 1934   | août 1937     | Démantelé en 1948                     |
| Vittorio Veneto | Cantieri Riuniti dell'Adriatico | octobre 1934   | juillet 1937  | Démantelé en 1948                     |
| Impero          | Ansaldo, Gênes                  | mai 1938       | novembre 1939 | Jamais terminé, démoli de 1948 à 1950 |
| Roma            | Cantieri Riuniti dell'Adriatico | septembre 1938 | juin 1940     | Coulé le 9 septembre 1943             |